# Картер, Эми
Э́ми Линн Ка́ртер (англ. Amy Lynn Carter; род. 19 октября 1967, Плейнс, Джорджия) — дочь 39-го президента США Джимми Картера и его жены Розалин Картер. Приобрела известность еще ребенком, когда жила в Белом доме во время президентства Картера.

## Биография
Эми Линн Картер родилась 19 октября 1967 года в Плейнс (штат Джорджия, США) в семье 39-й президента США Джимми Картера и его жены Розалин Картер. Родной брат — Джек Картер. 

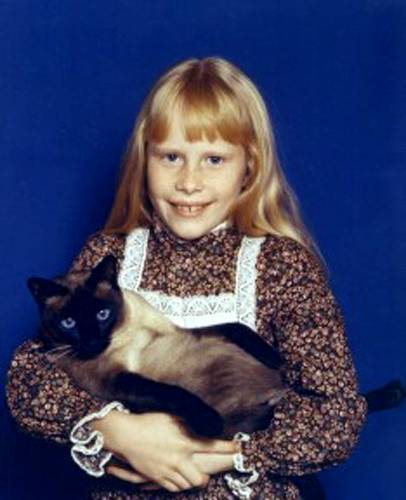
Картер со своей кошкой по кличке Мисти Маларки Ин Ян, 1977 год

В январе 1977 года в возрасте девяти лет Картер впервые попала в Белый дом, где прожила четыре года. В этот период она была объектом пристального внимания средств массовой информации. Так как президентами чаще становятся люди с уже взрослыми детьми, со времен президентства Джона Кеннеди дети в Белом доме не жили. После президентства Картера следующим ребенком, жившим в Белом доме, была Челси Клинтон, дочь Билла Клинтона. 

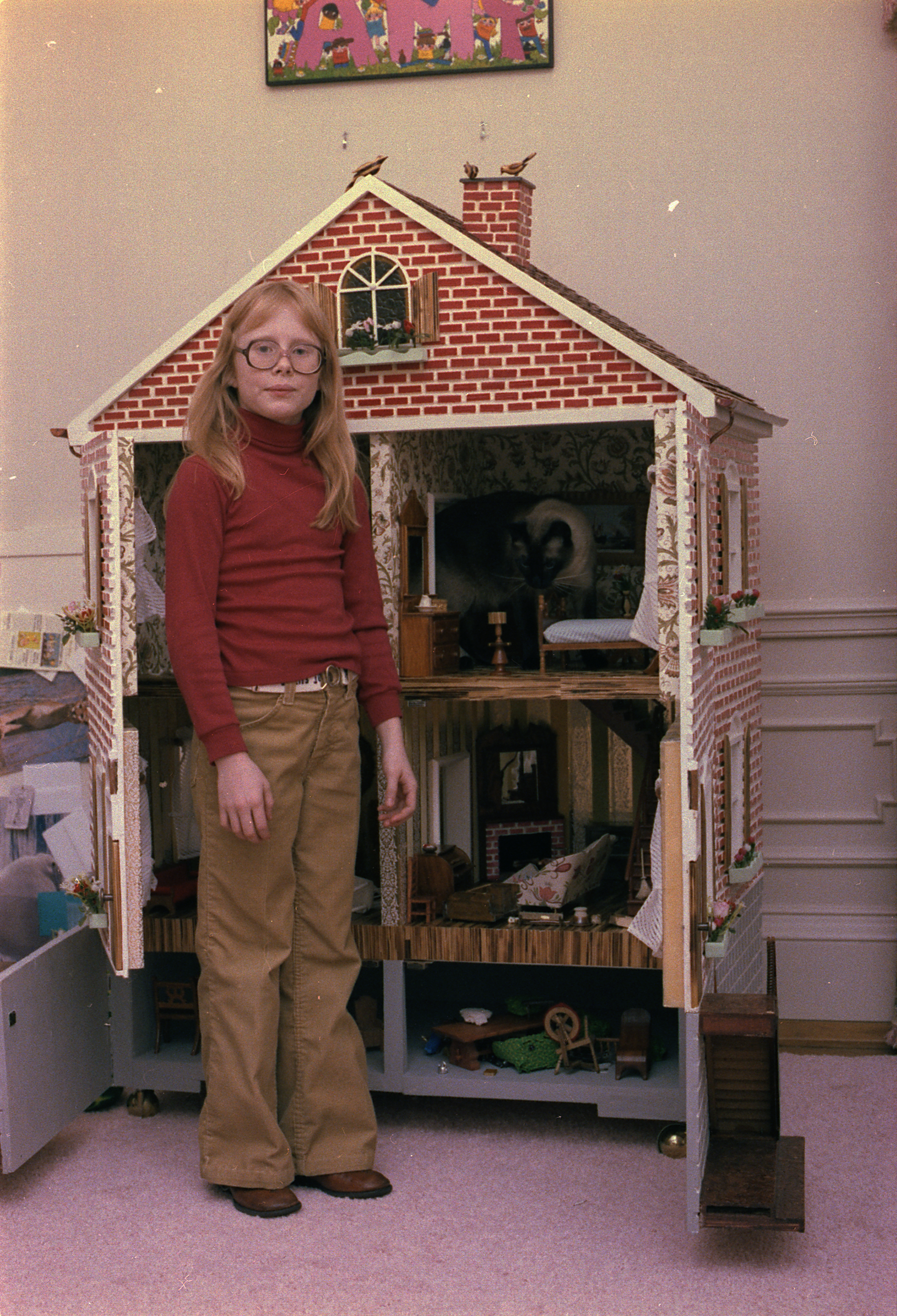
Эми Картер в Белом доме со своей кошкой и кукольным домиком, 1978 г.

Пока Эми Картер жила в Белом доме, у нее была сиамская кошка по кличке Мисти Маларки Инь Ян, которая была последней кошкой, обитавшей в Белом доме до кота Сокса Билла Клинтона. По программе трудоустройства заключенных какое-то время няней Эми Картер была афроамериканка по имени Мэри Принс, которую осудили за убийство по судебной ошибке. В невиновности Принс была уверенна мать Эми, Розалин Картер, и помогла добиться ей оправдания. 
После окончания школы, Картер поступила в Брауновский университет Лиги Плюща, но в 1987 году была отчислена за академическую неуспеваемость.  Позже она получила степень бакалавра искусств в Мемфисском колледже искусств и степень магистра истории искусств в Тулейнском университете в Новом Орлеане.  
Была активистом против политики США, касаемо апартеида в ЮАР. В Массачусетском университете в Амхерсте была арестована на демонстрации против вербовки студентов структурами ЦРУ вместе с левым активистом Эбби Хоффманом. На судебном процессе, который широко освещался на всю страну,  их адвокат избрал линию защиты, основанную на тезисе, что Центральное разведывательное управление США занималось преступной деятельностью в Южной Америке и не имело право привлекать в свои ряды молодежь. Обвинения с активистов были сняты.
Ныне является членом совета правления благотворительной организации «Центр Картера», который был создан ее отцом.

## Личная жизнь
1 сентября 1996 года Картер вышла замуж за компьютерного консультанта Джеймса Грегори Уэнтцела, с которым познакомилась во время учебы в Тулейнском университе. У пары в 1999 году родился сын, Хьюго Джеймс Уэнтцел. В 2005 году пара развелась. В 2007 году Картер вышла замуж за мужчину по имени Джона Джозефа «Джея» Келли, от которого родила второго сына, Эррола Картера Келли. 